# Station (sång)
Station är Cecilia Kallins tredje singel som soloartist och den skrevs av henne själv och Josef Melin. En musikvideo spelades in till låten i Skövde en tid efter releasen, videon släpptes 11 oktober 2018.